# 主理想定理
在数学中，类域论(代数数论的一个分支)的主理想定理指出，理想的扩張给出了從代数数域的类群到其希尔伯特类域的类群的映射，从而將所有理想类送到主理想類。这种现象也被称为主理想化。

## 正式命題
对于任何代数数域K和K的整数环中的任何理想I ，如果L是K的希尔伯特类域，则
{\displaystyle IO_{L}\ }
是主理想{\displaystyle \alpha O_{L}} ，此處，{\displaystyle O_{L}}為L的整数环且{\displaystyle \alpha }為{\displaystyle O_{L}}中的元素 。

## 历史
大衛·希爾伯特於1902年給出主理想定理的猜想 ，这是他的類域論计划的最后一部分並於1929年完成。
埃米爾 阿廷 （1927, 1929）將主理想定理簡化為關於有限阿貝爾群的問題: 他證明了如果從有限群到交換子群的轉移平凡的則主理想定理成立。這個結果由菲利浦·富特文勒於1929年證明。